# Нарушения кровообращения
Наруше́ния кровообраще́ния (гемодисциркулято́рные проце́ссы) — типовые патологические процессы, обусловленные изменением объёма крови в сосудистом русле, её реологических свойств или выходом крови за пределы сосудов.

## Классификация
К нарушениям кровообращения относят следующие основные патологические процессы:
1. Гиперемия
2. Ишемия
3. Кровотечение
4. Тромбоз
5. Эмболия
6. Шок.

## Гиперволемия (полнокровие)
Гиперволемия — увеличение объёма крови в сосудистом русле.

### Классификация
Гиперволемию подразделяют на артериальную и венозную (застойную).
I. Артериальная гиперволемия
1. Общая патологическая артериальная гиперемия
2. Местная патологическая артериальная гиперемия.

II. Венозная (застойная) гиперволемия
1. Общая венозная гиперемия (острая и хроническая)
2. Местная венозная гиперемия.

### Артериальная гиперволемия
Артериа́льная гиперволемия — гиперемия за счёт усиления притока артериальной крови.
Артериальная гиперемия может развиваться не только в условиях патологии. Так, общая физиологическая артериальная гиперемия возникает при интенсивной физической работе и высокой температуре окружающей среды; местная физиологическая артериальная гиперемия отмечается при нагрузке определённой группы мышц, локальной гипертермии, при ряде эмоций.
Патологические формы артериальной гиперемии также подразделяют на общие (генерализованные) и местные (локальные).

#### Общая патологическая артериальная гиперволемия
Общая патологическая артериальная гиперволемия встречается (1) при болезни декомпрессии (общая вакатная гиперемия) и (2) при истинной полицитемии (хроническая лейкемия со значительным увеличением числа эритроцитов в периферической крови). Увеличение объёма крови за счёт количества форменных элементов называется пле́тора: при этом характерно стойкое покраснение кожного покрова, особенно кожи лица.

#### Местная патологическая артериальная гиперемия
К местной патологической артериальной гиперемии относятся следующие формы полнокровия сосудов:
1. Ангионевротическая гиперемия (при нарушении иннервации артериальных сосудов)
2. Пост-ишемическая гиперемия (при быстром устранении ишемизирующего фактора)
3. Местная вакатная гиперемия (при быстром локальном снижении барометрического давления)
4. Воспалительная гиперемия (при воспалении)
5. Коллатеральная гиперемия (при блокаде магистральной артерии)
6. Гиперемия при наличии артериовенозного шунта (патологического соустья между артерией и веной).

Ангионевротическая гиперволемия в большинстве случаев возникает при параличе вазоконстрикторных нервов артериол и мелких артерий (нейропаралитическая гиперволемия). Не исключается другой механизм развития ангионевротической гиперемии — ирритация сосудорасширяющих нервов, обнаруженных у человека в ряде органов (например, в мягкой оболочке головного мозга). Классическим примером нейропаралитической гиперемии является покраснение кожи лица, шеи и верхней части туловища при сыпном тифе (в периоде разгара болезни) вследствие поражения шейных симпатических ганглиев и, соответственно, симпатических сосудосуживающих нервов.
Местную вакатную гиперемию в ряде учебных пособий иллюстрировали эффектом медицинских банок, однако обратимые изменения сосудов при проведении медицинских процедур вряд ли можно отнести к патологическим процессам. Примером местной вакатной гиперемии являются пятна Минакова — пятна тёмно-красного цвета, выявляемые со стороны эндокарда левого желудочка в случае смерти от острой массивной кровопотери. Механизм образования пятен Минакова заключается в воздействии силы расширения «опустевшего» левого желудочка на ткани эндокарда и субэндокардиального слоя миокарда. При этом происходит быстрое снижение барометрического давления в этих тканях, что сопровождается усиленным притоком артериальной крови в сосуды.
Воспалительная гиперемия относится к вариантам патологической артериальной гиперемии в известной степени условно. Во-первых, воспаление само по себе не является патологическим процессом, это защитно-приспособительная реакция организма. Во-вторых, воспалительная гиперемия остаётся артериальной весьма непродолжительное время, быстро трансформируясь сначала в смешанную (артериально-венозную), а затем в венозную гиперемию.

### Венозная (застойная) гиперволемия
Вено́зная гипереми́я (застойная гиперемия) — замедление оттока и задержка в ткани венозной крови.
Различают общую (при сердечной недостаточности) и местную (при затруднении тока крови по определённому венозному сосуду) гиперемию. Общую застойную гиперемию подразделяют на острую (при синдроме острой сердечной недостаточности) и хроническую (при хронической сердечной недостаточности).

#### Острая общая венозная гиперемия
Острая общая венозная гиперемия характеризуется развитием двух типов тканевых изменений: (1) отёка вследствие повышения давления крови в переполненных венозных сосудах и (2) альтеративных процессов, обусловленных гипоксией. В ряде случаев в ткани отмечаются мелкие периваскулярные кровоизлияния, формирующиеся за счёт эритродиапедеза.

#### Хроническая общая венозная гиперемия
Хроническое общее венозное полнокровие сопровождается, помимо отёка и альтеративных процессов, развитием (1) склеротических (фиброз) и (2) атрофических изменений ткани различных органов. Фиброз определяет уплотнение органов, атрофия паренхимы приводит к их функциональной недостаточности.
Наиболее выраженные изменения развиваются в коже, в печени, в лёгких, селезёнке и почках.
Кожа, прежде всего нижних конечностей, уплотнена, отёчная, синюшная, холодная на ощупь, сухая, иногда с длительно незаживающими («трофическими») язвами.
Изменения в печени протекают в три стадии: мускатная печень, мускатный (застойный) фиброз и сердечный (застойный) цирроз.
1. В стадии мускатной печени орган увеличен, уплотнён, на разрезе пёстрой окраски (как ядро мускатного ореха) — на серо-жёлтом фоне (результат жировой дистрофии гепатоцитов) видны множественные мелкие тёмно-красные участки (полнокровные центры долек).
2. При мускатном фиброзе печень плотная за счёт разрастания волокнистой ткани, на разрезе ткань пёстрая («мускат наоборот») — на тёмно-красном фоне (результат смещения полнокровия из центра долек на периферию) обнаруживаются многочисленные мелкие серые очаги (фиброз в центре долек).
3. О сердечном циррозе говорят в случае деформации печени (поверхность её становится бугристой).
Изменения в лёгких называются бурой индурацией: лёгочная ткань при этом уплотнена, полнокровна, ржаво-коричневого цвета вследствие гемосидероза, воздушность её снижена, при микроскопическом исследовании выявляются многочисленные сидеробласты и фиброз.
Изменения почек и селезёнки при хронической сердечной недостаточности носят название цианотической индурации вследствие характерного синюшного вида этих органов с поверхности.

#### Локальная венозная гиперволемия
Местное застойное полнокровие обусловлено нарушением оттока крови по определённым венозным сосудам. Различают три основные типа локальной венозной гиперемии — обтурационную, компрессионную и коллатеральную гиперемию.
Обтурационная гиперволемия возникает при наличии препятствия току крови в просвете сосуда (чаще всего таким препятствием является тромб).
Компрессионная гиперволемия развивается за счёт сдавления венозного сосуда (опухолью, транссудатом, лигатурой и т.п.).
Коллатеральным называется венозное полнокровие при циррозе печени, когда кровь от органов брюшной полости не в состоянии оттекать через печень, сосуды которой сдавлены узлами-регенератами. Кровь при этом устремляется в кава-кавальные и порто-кавальные анастомозы, переполняя и расширяя их. Так формируются «голова медузы» (полнокровные сосуды передней брюшной стенки, радиально расходящиеся от пупка) и варикоз вен пищевода, чреватый фатальным кровотечением.

#### Цианоз при венозной гиперволемия
Венозное полнокровие сопровождается появлением синеватой окраски тканей (цианоз, «синюха»). Однако венозная кровь имеет тёмно-красный цвет без каких-либо синих оттенков. Действительно, цианотичными ткани выглядят с поверхности (кожа, внутренние органы со стороны капсулы), при их рассечении синюшность исчезает, уступая место обычному цвету венозной крови. Цианоз обусловлен оптической иллюзией — эффектом Тиндаля, который также называют «феноменом флорконтраста». Световые волны с более длинной волной (красные) поглощаются плотной волокнистой соединительной тканью дермы или капсулы органов, в то время как коротковолновое оптическое излучение (синяя область спектра), обладающее большей проникающей способностью, достигает сетчатки наблюдателя, «окрашивая» ткань при застойном полнокровии в синеватый цвет.

## Ишемия
Ишеми́я — недостаточное поступление в орган артериальной крови. Ишемия всегда является местным процессом, поэтому её также называют «местным малокровием» (в отличие от анемии — «общего малокровия»). Длительная ишемия завершается развитием инфаркта. Данный патологический процесс лежит в основе таких распространённых заболеваний, как ишемическая болезнь сердца (ИБС) и ишемический инсульт.

### Классификация
Формы ишемии классифицируют следующим образом:
I. Патогенетический принцип
1. Обтурационная ишемия
2. Компрессионная ишемия
3. Ангиоспастическая ишемия [развивается, в частности, при стенокардии Принцметала]
4. Перераспределительная ишемия.

II. Характер течения процесса
1. Острая ишемия
2. Хроническая ишемия.

Обтурационная ишемия возникает при наличии препятствия току крови в просвете артерии (тромба или эмбола). Компрессионная ишемия вызвана сдавлением артериального сосуда (опухоль, отёчная жидкость, лигатура и т.п.). Ангиоспастическая ишемия обусловлена длительным сужением просвета сосуда в результате спазма артерии.
Перераспределительная ишемия сопутствует пост-ишемической артериальной гиперемии. Традиционно перераспределительную ишемию поясняют на примере асцита. Транссудат в брюшинной полости при асците сдавливает сосуды соответствующих органов (компрессионная ишемия), вызывая обратимое нарушение симпатической иннервации сосудов, прежде всего артерий и артериол. При быстром извлечении жидкости и, следовательно, устранении фактора компрессии сосудов, артериальная кровь чрезмерно переполняет их (возникает пост-ишемическая артериальная гиперемия). В то же время другие органы (прежде всего головной мозг) испытывают недостаток артериальной крови, т.е. в их ткани развивается ишемия, обозначаемая как перераспределительная. С целью профилактики перераспределительной ишемии отёчную жидкость при асците извлекают медленно, давая возможность вазоконстрикторным нервам сдавленных сосудов восстановить свою функцию.

### Макроскопическая проба на пост-ишемический некробиоз
В патологоанатомической практике возникает необходимость диагностировать «у секционного стола» некробиотические изменения в миокарде, развившиеся вследствие ишемии. При острой форме ИБС смерть может наступить не только в случае сформировавшегося инфаркта с типичным видом белого очага некроза, окружённого по периферии геморрагическим венчиком, но и на предынфарктной (некробиотической) стадии. При этом макроморфологическое исследование не позволяет диагностировать ИБС, а стандартная технология изготовления качественных микропрепаратов занимает несколько дней. В таких случаях для экспресс-диагностики ишемической дистрофии миокарда (так называется форма ИБС с некробиотическими изменениями в очаге ишемии) можно использовать макроскопическую пробу с солями тетразолия (нитросиним тетразолием) или теллуритом калия. Наиболее наглядна проба с теллуритом калия. На свежий срез миокарда наносят реактив: участки сердечной мышцы без признаков некробиоза окрашиваются в чёрный цвет благодаря восстановлению теллура под влиянием оксидоредуктаз кардиомиоцитов, а зоны некробиоза, лишённые достаточного количества окислительно-восстановительных ферментов, остаются неокрашенными.

## Кровотечение
Кровотече́ние (геморраги́я) — выход крови за пределы сосудов или полостей сердца.

### Классификация
Выделяют следующие основные формы кровотечений:
I. Патогенетический принцип
1. Haemorrhagia per rexin
2. Haemorrhagia per diabrosin (аррозивное кровотечение)
3. Haemorrhagia per diapedesin (диапедезное кровотечение)
4. Психогенное кровотечение.

II. Направление кровотечения
1. Наружное кровотечение
2. Внутреннее кровотечение
3. Кровоизлияние.

### Патогенез кровотечения
По механизму развития различают четыре варианта кровотечений: haemorrhagia per rexin, haemorrhagia per diabrosin, haemorrhagia per diapedesin и так называемый психогенный вариант.
1. Haemorrhagia per diapedesin (диапедезное кровотечение) возникает вследствие повышенной проницаемости стенки микрососудов. При этом эритроциты выталкиваются из просвета сосуда через дефекты стенки («поры», «бреши»): такой процесс называется эритродиапедезом, а скопление эритроцитов в периваскулярной ткани — экстравазатом.
Haemorrhagia per rexin и haemorrhagia per diabrosin имеют сходный признак — разрушение сосудистой стенки. Если стенка сосуда разрушена в результате перехода патологического процесса на неё с окружающих тканей, говорят о механизме per diabrosin (diabrosin — разъедание); если процесс, завершившийся разрушением стенки, возник непосредственно в её тканях (в толще стенки сосуда) или сосуд был разрушен при механическом воздействии, говорят о механизме per rexin (rexin — разрыв).
2. Haemorrhagia per diabrosin (аррозивное кровотечение) возникает под влиянием следующих основных факторов:
- Гнойное воспаление (гнойный экссудат обладает выраженными гистолитическими свойствами)
- Некроз (например, казеозный некроз при туберкулёзе)
- Соляная кислота и пищеварительные ферменты (при эрозиях и язвах желудка, двенадцатиперстной кишки)
- Инвазивный рост опухолей
- Врастание в сосудистую стенку ворсин хориона при эктопической беременности.

3. Причинами haemorrhagia per rexin являются (1) механическое повреждение стенки сосуда и (2) деструктивный процесс, первично развившийся в самой сосудистой стенке (например, разрыв аорты при сифилитическом мезаортите или разрыв сосуда при фибриноидном некрозе тканей его стенки).
4. О существовании психогенного кровотечения (способности вызывать кровотечение у самого себя «силой мысли») не принято упоминать в научной литературе, однако в монографии Зиновия Соломоновича Баркагана «Геморрагические заболевания и синдромы» (1980) в самом конце книги приводится собственное наблюдение автора: молодая женщина, посидев в напряжённой позе несколько минут, смогла вызвать у себя точечное кровотечение из мочки уха.

### Наружное кровотечение
Наружное кровотечение — кровотечение, при котором кровь поступает за пределы покровных тканей (кожи или слизистых оболочек).
К основным типам наружного кровотечения относятся:
1. Epistaxis (эписта́ксис) — кровотечение из носа
2. Haemoptóe (haemoptísis, haematoptóe, haematoptísis) — кровохарканье [выраженное кровохарканье называют лёгочным кровотечением]
3. Haematemésis — кровавая рвота (рвота «кофейной гущей»)
4. Melena (меле́на) — выделение изменённой крови с калом («дёгтеобразный стул»)
5. Metrorrhagia (метрорраги́я) — ациклическое маточное кровотечение [при выраженной фазе кровотечения менструального цикла говорят о менорраги́и]
6. Haematuria (гематури́я) — выделение крови с мочой [макрогематурия — заметное невооружённым глазом, микрогематурия — выявление в моче эритроцитов только при микроскопическом исследовании].

### Внутреннее кровотечение
Внутреннее кровотечение — кровотечение в замкнутые полости тела (исключением является брюшинная полость у женщин, которая не является замкнутой).
Различают следующие основные виды внутреннего кровотечения:
1. Гемото́ракс — кровотечение в плевральную полость
2. Гемоперика́рд — кровотечение в полость перикарда
3. Гемоперито́неум — кровотечение в брюшинную полость
4. Гемоцефали́я — кровотечение в желудочки мозга
5. Гемартро́з — кровотечение в полость суставов.

### Кровоизлияние
Кровоизлияние — кровотечение в ткани. Выделяют два типа кровоизлияний: (1) гематому и (2) геморрагическую инфильтрацию. Если излившаяся кровь раздвигает окружающие ткани и заполняет сформированную полость, кровоизлияние называют гемато́мой. Если полость не образуется, а кровь более-менее равномерно пропитывает ткань, говорят о геморраги́ческой инфильтра́ции.
Основными вариантами геморрагической инфильтрации являются (1) петехия и (2) экхимоз. Пете́хия — точечное кровоизлияние в покровные ткани (кожа, слизистые, серозные, синовиальные покровы, внутренняя поверхность мозговых желудочков и т.п.). Не принято называть петехиями точечные кровоизлияния в глубине органа, видимые на его разрезе. Экхимо́з — крупное кровоизлияние в коже. Экхимоз, развившийся при механическом воздействии и, следовательно, границы которого соответствуют границам поверхности удара, называется суффу́зией (кровоподтёком). Множественные кровоизлияния в коже, не зависимо от их величины, обозначаются как геморраги́ческая пу́рпура (purpura haemorrhagica).

## Тромбоз
Тромбо́з — прижизненное свёртывание крови в просвете сосуда или в полости сердца. Коагулированная кровь при этом называется тромбом.  В отличие от посмертного свёртка крови тромб имеет (1) неровную поверхность, он (2) более плотный, (3) суховатый и (4) во многих случаях прикреплён к стенке. Посмертный свёрток с поверхности гладкий, мягко-эластичный, студнеобразного вида, влажный, блестящий, к стенке не прикреплён, поэтому легко отделяется от интимы или эндокарда. Тромбоз является защитно-приспособительным, а не только патологическим, процессом, поэтому различают физиологические и патологические формы тромбоза.

### Механизмы тромбогенеза
Существуют два механизма тромбогенеза: (1) свёртывание крови по внешнему пути (при повреждении стенки сосуда или эндокарда) и (2) по внутреннему пути (без нарушения целостности сосудистой стенки и ткани сердца).
Внешний путь свёртывания крови. Ключевым событием, активирующим внешний путь тромбогенеза, является разрушение эндотелия и «обнажение» вследствие этого субэндотелиального слоя интимы сосуда, к которому фиксируются кровяные пластинки. При повреждении стенки сосуда любой выраженности происходит разрушение эндотелиоцитов, но тромбоз развивается даже в тех случаях, когда эндотелиальные клетки являются единственной повреждённой структурой сосудистой стенки. Типичным примером изолированного повреждения эндотелия является антифосфолипидный синдром, при котором эндотелиоциты разрушаются под влиянием аутоиммунных факторов. Внешний путь включает только один специфический фактор плазмокоагуляции (VII фактор — конвертин), активирующийся при взаимодействии с фрагментами мембран разрушенных клеток (III фактором плазмокоагуляции — тканевым тромбопластином) и активирующий в свою очередь X и V факторы (с этого момента свёртывание крови протекает по общему для внешнего и внутреннего путей биохимическому механизму).
При свёртывании крови по внешнему пути процесс начинается (1) с активации тромбоцитов и образования тромбоцитарного тромба, затем (2) происходит реакция плазменных факторов свёртывания и образование фибринового тромба (плазмокоагуляция), после чего (3) тромб насыщается эритроцитами, лейкоцитами и белками плазмы.
Внутренний путь свёртывания крови. Специфическими факторами внутреннего пути тромбоза являются XII (активирует XI), XI (активирует IX), IX и VIII факторы (активный IX присоединяет к себе VIII фактор, образуя фермент теназу). Начинается процесс с активации XII фактора (фактора Хагемана) при контакте с поверхностью эмболов, в том числе микроэмболов, в качестве которых могут выступать агрегаты форменных элементов. Далее процесс протекает по общему для внутреннего и внешнего путей механизму. Теназа активирует X фактор, который в свою очередь активирует V фактор и присоединяет его к себе, в результате чего образуется единый ферментный комплекс — протромбиназа. Протромбиназа превращает протромбин в тромбин (II фактор), который активирует I (из него образуется фибрин-мономер) и XIII факторы. Активный XIII фактор (фибринстабилизирующий фактор) трансформирует фибрин-мономер в фибрин-полимер, из которого собственно и состоит фибринный тромб.
Факторы, способствующие тромбогенезу. Выделяют общие и местные факторы, способствующие тромбогенезу. К общим относятся (1) нарушение баланса между свёртывающей и противосвёртывающей системами крови (особенно угнетение активности противосвёртывающих механизмов) и (2) изменение состава крови (например, значительное увеличении количества кровяных пластинок — тромбоцитоз). Местными факторами являются (1) нарушение целостности сосудистой стенки или эндокарда (например, при атеросклерозе, инфекционном васкулите, эндокардите), (2) замедление кровотока (например, образование застойных тромбов в варикозно расширенных венах) и (3) неправильный ток крови (в частности, вихреобразный).

### Морфогенез тромбоза по внешнему пути
В патологической анатомии детально изучен морфогенез тромбоза, развивающегося по внешнему пути. Различают три стадии процесса:
1. Тромбоцитарная реакция (образование тромбоцитарного тромба)
2. Плазмокоагуляция (образование фибринового тромба)
3. Насыщение тромба эритроцитами, лейкоцитами и белками плазмы (пассивный процесс, выраженный в различной степени).

#### Тромбоцитарная реакция и её нарушения
В ходе тромбоцитарной реакции выделяют четыре фазы:
1. Активация кровяных пластинок
2. Адгезия тромбоцитов к «обнажённому» субэндотелию [достигается за счёт молекул CD42 (гликокалицины) на поверхности тромбоцита и фактора Виллебранда плазмы крови]
3. Распластывание пластинок на субэндотелии (происходит при участии белков CD61 и CD41 мембраны тромбоцита, при активации пластинки образующих единый комплекс)
4. Агрегация тромбоцитов с образованием тромбоцитарного тромба (ведущую роль при этом играют вещества гранул пластинок и АДФ).

Изучены многочисленные наследственные формы нарушения хода тромбоцитарной реакции, основными из которых являются следующие синдромы:
I. Нарушения активации тромбоцитов (прежде всего зависит от величины пластинок)
1. Аномалия Мэя—Хэгглина (гигантские тромбоциты)
2. Синдром Вискотта—Олдрича (очень мелкие пластинки).

II. Нарушения адгезии
1. Геморрагическая макроцитарная тромбоцитодистрофия Бернара—Сулье (отсутствие белка CD42)
2. Болезнь Виллебранда (отсутствие фактора Виллебранда).

III. Нарушения распластывания тромбоцитов
1. Тромбастения Гланцманна (отсутствие белков CD61 и CD41).

IV. Нарушения агрегации пластинок
1. Синдромы отсутствия гранул — с альбинизмом (синдром Хеджмански—Пудлака и др.) и без альбинизма (синдром серых пластинок и др.)
2. Аномалия Пирсон—Стоба (аномальная реакция пластинок на высокий уровень АДФ).

#### Плазмокоагуляция и её нарушения
В процессе плазмокоагуляции участвуют десять специфических белков (факторы I, II, V, VII, VIII, IX, X, XI, XII и XIII), ионы кальция (фактор IV), необходимые для активации тех белков, синтез которых происходит при участии витамина K (II, V, VII, IX, X), и фактор Виллебранда, являющийся переносчиком VIII фактора и, следовательно, входящий в состав теназы. Фактор Виллебранда не является специфическим для плазмокоагуляционного каскада, т.к. участвует и в тромбоцитарной реакции. Фактором III (тканевым тромбопластином), по традиции, называют обрывки мембран разрушенных клеток (комплексы фосфолипидов и различных мембранных белков).
Выделяют различные наследственные и приобретённые формы нарушений плазмокоагуляции. К наследственным коагулопатиям относят следующие заболевания:
1. Патология I фактора (фибриногена)
- Гипофибриногенемия — недостаточное количество фибриногена (в норме у взрослого человека 2—4 г/л)
- Афибриногенемия — полное отсутствие фибриногена (основное проявление гипо- и афибриногенемии — гипорегенерация, а не склонность к кровотечению)
- Фибринопатии (дисфибриногенемии) — наличие аномального фибриногена (проявляются как геморрагическим синдромом, так и тромбофилией в зависимости от типа аномального фибриногена).

2. Патология II фактора (протромбина) — гипопротромбинемия (плод нежизнеспособен вследствие фатального геморрагического синдрома). Остальные формы наследственных коагулопатий, кроме болезней Хагемана и Лаки—Лорана, также проявляются геморрагическим синдромом.
3. Патология V фактора (проакцеллерина, фактора О́врена—Кви́ка) — парагемофилия (болезнь Оврена—Квика).
4. Патология VII фактора (проконвертина) — болезнь Александера.
5. Патология VIII фактора (антигемофильного глобулина А) — гемофилия А.
6. Патология фактора фон Виллебранда — болезнь Виллебранда.
7. Патология IX фактора (антигемофильного глобулина В, фактора Кристмаса) — гемофилия В (болезнь Кристмаса).
8. Патология X фактора (фактора Стю́арта—Пра́уэр) — болезнь Стюарта—Прауэр.
9. Патология XI фактора (антигемофильного глобулина С, фактора Розенталя) — гемофилия С (болезнь Розенталя).
10. Патология XII фактора (фактора Хагемана) — болезнь Хагемана проявляется в основном тромбофилией (первый пациент с установленным диагнозом болезни Д. Хагеман погиб от массивной тромбоэмболии лёгочной артерии), иногда геморрагическим синдромом; в последнем случае её называют гемофилией D.
11. Патология XIII фактора (фибринстабилизирующего фактора, фактора Лаки́—Лора́на) — болезнь Лаки—Лорана (пупочный синдром) характеризуется длительно не заживающей пупочной ранкой у новорождённого, т.е. основное проявление болезни — гипорегенерация.
Наиболее часто из перечисленных заболеваний встречаются гемофилии А и В, а также болезнь Виллебранда. Различить гемофилию А и В можно только лабораторным путём: их клинические и патологоанатомические признаки сходны. При гемофилии А и В типично развитие (1) гематом мягких тканей, (2) гемартроза и (3) гематурии.

### Классификация тромбов
Тромбы классифицируют следующим образом:
I. Состояние просвета сосуда или полости сердца
1. Париетальный (пристеночный) тромб [не перекрывает просвет сосуда]
2. Обтурирующий тромб [перекрывает (обтурирует) просвет сосуда]
3. Шаровидный тромб [не прикреплённый тромб, расположенный в полости предсердия]
4. Дилатационный тромб [тромб в аневризме сосуда или сердца].

II. Величина тромбаОбезвоживание организма
1. Макротромбы [видны не вооружённым глазом]
2. Гиалиновые тромбы (тромбы в сосудах микроциркуляторного русла) [образуются при ДВС-синдроме, различимы только под микроскопом].

III. Прикрепление тромба к стенке сосуда
1. Фиксированные тромбы [образуются при повреждении сосуда или эндокарда, прикреплены к субэндотелию или к более глубоким тканям]
2. Нефиксированные тромбы [свободно располагаются в просвете сосудов или полостях сердца].

Нефиксированные тромбы:
- Макротромбы в полых венах [могут привести к тромбоэмболии лёгочной артерии]
- Микротромбы (гиалиновые тромбы).

IV. Этиологический принцип
1. Тромбы при травме сосуда (физиологический тромбоз)
2. Тромбы при наследственной тромбофилии
3. Тромбы при эксикозе [например, марантические тромбы связаны со сгущением крови при истощении]
4. Тромбы, связанные с эмболией [например, опухолевые и септические тромбы образуются вокруг опухолевого или микробного эмбола].

V. Цвет тромба
1. Красный тромб [тромб с большим количеством эритроцитов]
2. Белый тромб [тромб с небольшим содержанием эритроцитов]
3. Смешанный (слоистый) тромб [тромб с чередованием белых и красных участков].

В структуре фиксированного прогрессирующего макротромба выделяют (1) головку, (2) тело и (3) хвост. Именно часть хвоста чаще всего становится тромбоэмболом («пуля»).

### ДВС-синдром
Синдром диссемини́рованного внутрисосудистого свёртывания крови (ДВС-синдром) характеризуется появлением в различных органах многочисленных гиалиновых тромбов с последующим развитием кровотечения (тромбогеморрагический синдром). Геморрагические проявления обусловлены тем, что факторы плазмокоагуляции израсходованы на образование тромбов (коагулопатия потребления). Причиной ДВС-синдрома является резкое увеличение содержания в кровотоке тромбопластина (фрагментов мембран разрушенных клеток) различного происхождения, что отмечается при сепсисе, лейкемиях, внутрисосудистом гемолизе, массивной или прогрессирующей кровопотере, укусах ядовитых змей, эмболии околоплодными водами, шоке и т.п.

### Исходы тромбоза
Различают благоприятные и неблагоприятные исходы тромбоза.
I. Благоприятные исходы
1. Аутолиз (асептический лизис) тромба [полное расплавление тромба ферментами собственной противосвёртывающей системы]
2. Организация тромба [замещение его волокнистой соединительной тканью (фиброз) с последующим появлением в ней сосудов (эндотелизация тромба) и возобновлением по ним тока крови (васкуляризация тромба)].

II. Неблагоприятные исходы
1. Тромбоэмболия [превращение тромба или его части в тромбоэмбол]
2. Септический лизис [расплавление тромба ферментами микроорганизмов, попавших в тромб и размножающихся в нём; может привести к возобновлению кровотечения и к сепсису].

## Эмболия
Эмболи́я — наличие в кровотоке частиц, не встречающихся в норме. Такие частицы называются э́мболами. Основное значение эмболии заключается в развитии инфаркта, в том числе и множественных микроинфарктов, а также других тяжёлых осложнений.

### Классификация
Эмболия в основном классифицируется по направлению движения эмбола и по составу эмболов.
I. Направление движения эмбола
1. Ортоградная эмболия [движение эмбола по току крови]
2. Парадоксальная эмболия [перемещение эмбола из вен большого круга в артерии большого круга, минуя лёгкие]
3. Ретроградная эмболия [движение эмбола против тока крови].

Ортоградная эмболия подразделяется на (1) артериальную (эмбол движется из левого сердца и аорты в артерии органов), (2) лёгочную (из вен большого круга и правого сердца в лёгкие) и (3) эмболию портальных сосудов (из ветвей воротной вены в печень). К парадоксальной эмболии относятся (1) транскардиальная (перемещение эмбола через дефекты перегородок сердца) и (2) трансанастомотическая (движение эмболов через артериовенозные и артериоловенулярные анастомозы) эмболия.
II. Характер эмбола
1. Тромбоэмболия
2. Метастаз
3. Жировая эмболия
4. Воздушная эмболия
5. Азотная («газовая») эмболия [эмболия пузырьками азота при болезни декомпрессии]
6. Тканевая эмболия
7. Эмболия амниотической жидкостью
8. Эмболия инородными телами.

### Тромбоэмболия
Наиболее часто встречающимся вариантом эмболии является тромбоэмболи́я, при которой эмболом является фрагмент тромба, прежде всего часть хвоста смешанного тромба («пуля»). Она классифицируется следующим образом:
I. Тромбоэмболия сосудов большого круга.
II. Тромбоэмболия сосудов малого круга
1. Массивная тромбоэмболия лёгочной артерии [завершается летально; основную роль в танатогенезе играет пульмокоронарный рефлекс]
2. Тромбоэмболия ветвей лёгочных артерий [приводит к геморрагическому инфаркту лёгкого и инфаркт-пневмонии].

### Метастаз
Метаста́зами называют эмболы, которые в месте фиксации вызывают повреждение сосудистой стенки.
Различают четыре варианта метастазов:
1. Известковые метастазы [при метастатическом обызвествлении]
2. Микробные метастазы [при сепсисе, т.е. колонии микроорганизмов в просвете сосудов]
3. Паразитарные метастазы [larva migrans, например, цистицеркоз]
4. Клеточные (неопухолевые клетки и клетки опухолей).

Во всех указанных случаях стенка сосуда повреждается под влиянием эмбола: соли кальция, накапливаясь в тканях стенки, нарушают их метаболизм; микроорганизмы разрушают стенку сосуда собственными ферментами и токсичными продуктами жизнедеятельности; паразиты, растущие в просвете сосуда, помимо токсического, оказывают механическое воздействие на сосудистую стенку; клетки опухолей способны врастать в стенку, тем самым разрушая её.

### Жировая эмболия
Жировая эмболия — эмболия каплями жира. Наиболее опасна жировая эмболия, возникающая при травмах диафизов трубчатых костей, т.к. капли жира из жирового костного мозга легко проникают в кровоток (синусоидные капилляры костного мозга имеют широкий просвет и фенестрированную стенку). При этом развивается тяжёлое поражение лёгких и головного мозга. Выявляются жировые эмболы при окраске тканевых срезов суданом III или его аналогами.

### Воздушная эмболия
Воздушная эмболия — эмболия пузырьками воздуха. Она чаще возникает при ранении вен шеи, когда на вдохе в их просвет поступает воздух. Известны случаи попадания воздуха в вены матки в послеродовом периоде. При воздушной эмболии развивается внезапная смерть. Проба на воздушную эмболию во время аутопсии заключается в заполнении водой полости перикарда и последующего рассечения под водой стенки правого сердца; при этом появляются пузырьки воздуха.

### Тканевая эмболия
Тканевая эмболия может развиться при различных травмах (например, у новорождённого после родовой травмы), при деструктивных процессах (эмболия атероматозными массами при изъязвлении атеросклеротической бляшки, эмболия фрагментами разрушенного сердечного клапана при септическом эндокардите). Ряд авторов к тканевой эмболии относят также клеточную эмболию, которую подразделяют на эмболию опухолевыми и неопухолевыми клетками. Эмболия неопухолевыми клетками, в частности, лежит в основе эндометриоза — заболевания, при котором происходит появление ткани эндометрия за пределами слизистой оболочки матки (например, в миокарде или головном мозге).

### Эмболия амниотической жидкостью
Грозным осложнением родов является эмболия околоплодными водами (эмболия амниотической жидкостью), которую целесообразно рассматривать как самостоятельный вид эмболии, т.к. околоплодные воды не являются тканью.

## Шок
Шок — острая сосудистая недостаточность с развитием блокады микроциркуляции. Под блокадой микроциркуляции понимают существенное замедление или прекращение кровотока в сосудах микроциркуляторного русла. При этом резко нарушается тканевый метаболизм в поражённых органах. При микроскопическом исследовании микрососуды обнаруживаются либо «пустыми», со спавшимся просветом, либо паралитически расширенными и полнокровными с отёком периваскулярной ткани. Вокруг сосудов микроциркуляторного русла часто выявляются мелкие очаги некроза.

### Классификация
Шок классифицируют в зависимости от вызвавшей его причины, т.е. того фактора, который привёл к развитию блокады микроциркуляции (интенсивная болевая импульсация, эндотоксин микроорганизмов, резкое снижение объёма циркулирующей крови и т.п.).
К основным этиологическим вариантам шока относятся:
1. Гиповолемический (постгеморрагический) шок [при острой массивной кровопотере]
2. Кардиогенный шок [при острой сердечной недостаточности]
3. Анафилактический шок [шок, причиной которого является аллергическая реакция]
4. Септический (инфекционно-токсический, эндотоксиновый) шок [шок, развившийся под влиянием эндотоксина микроорганизмов]
5. Гемокоагуляционный шок [в фазу коагуляции ДВС-синдрома]
6. Гемотрансфузионный шок [при переливании несовместимой крови]
7. Травматический (болевой) шок [классическая форма шока, клиническая картина которой в отечественной медицине детально описана Николаем Ивановичем Пироговым].

### Патогенез шока
При шоке кровоток сохранён преимущественно в крупных сосудах (централизация кровообращения). Из артериальных сосудов кровь попадает в венозные, минуя блокированное микроциркуляторное русло (шунтирование крови). Часть крови, оставшаяся в микрососудах, исключена из процесса кровообращения (секвестрация кровотока). В результате блокады микроциркуляции развивается гипоперфузия тканей (перфузионная недостаточность), приводящая к развитию синдрома полиорганной недостаточности.

### «Шоковые органы»
В патологической анатомии и в клинической медицине ранее сложилось понятие «шокового органа», т.е. комплекса специфических для шока клинических и морфологических признаков. Такие признаки были выявлены в почках («шоковая почка»), в печени («шоковая печень»), в лёгких («шоковые лёгкие») и ряде других органов, однако в последующем концепция «шокового органа» была пересмотрена, т.к. патогномоничные для шока изменения во внутренних органах отсутствуют. Поэтому в настоящее время принято говорить об изменениях «печени при шоке», изменениях «лёгкого после перенесённого шока» («пост-шоковые лёгкие») и т.д.
Тем не менее, наиболее типичные для шока морфологические изменения отмечаются в почках («шоковые почки»). Они обозначаются термином «некронефроз» («некротический нефроз») и отражают картину острой почечной недостаточности, развивающуюся по разным причинам, в том числе и в результате шока. Почка при некронефрозе несколько увеличена, дрябловата, кора её светло-серая, а пирамиды тёмно-красные (выделяется контраст цвета коркового и мозгового вещества). При микроскопическом исследовании выявляется массивная гибель эпителия почечных канальцев (тубулорексис).